# マリア・バグラティオニ
マリア・バグラティオニ（Maria Bagrationi, 1050年? - 1103年）は、東ローマ帝国皇帝ミカエル7世ドゥーカスの皇后。結婚後マリアと改名した。再婚して同じく皇帝ニケフォロス3世ボタネイアテスの皇后になった。アラニアのマリアとも呼ばれるため、実母ボレナと混同されやすい。美貌と知性の持ち主として知られ、ジョージア正教会や聖地エルサレムへの寄進をおこなっていた。

## 生涯
ジョージア王バグラト4世（在位: 1027年 – 1072年）と2度目の王妃ボレナ（別名アラニアのマリア）の王女マルタ（グルジア語: მართა、グルジア語ラテン翻字: Marta）として生まれる。母はアラン族の出身。
テオドラ女帝の庇護を頼り、教育を受けるべく、1056年にコンスタンティノープルへ向かうが、同年のうちに女帝が逝去したため、帰国した。
1065年、皇帝コンスタンティノス10世ドゥーカスの後継者ミカエルと結婚。1子コンスタンティノス・ドゥーカスをもうけた。
夫が将軍ニケフォロス・ボタネイアテスの反乱により修道院へ引退させられると、マリアは彼と結婚した。先代の皇后と結婚して皇位の安定を謀ることは、当時よく行われたことだった。ニケフォロスとの間には子供ができなかったため、皇帝はミカエル7世の長子コンスタンティノス・ドゥーカスを後継に指名した。
ニケフォロスは軍人出身で優しい夫ではなく、元々好きで結婚したわけでもなかったため、マリアはやがて皇位転覆を狙う、10歳近く年下の将軍アレクシオス・コムネノスに心を移すようになった。2人は相思相愛であるとの噂も流れた。
当時アレクシオスには9歳年下の、まだ12歳の妻エイレーネー・ドゥーカイナがいた。やがて反乱は成功し、ニケフォロスは修道院へ押し込められ、1081年にアレクシオスが即位した。しかし、彼はエイレーネーと離婚し、前皇后マリアと結婚するつもりであったため、皇后となったエイレーネーの戴冠を延期させた。しかしエイレーネーの生家である有力貴族ドゥーカス家と、ドゥーカス家の縁者で軍人貴族であるパライオロゴス家が、新皇帝の仕打ちに待ったをかけた。今回の反乱でコムネノス家に同調したのは、「皇后エイレーネーのためだ。」というのだった。また、ギリシャ正教では三度目の再婚は禁止されていた。足をすくわれかねない状況に、アレクシオスは考えを変え、マリアとの再婚を断念した。
前皇后として、自分の資産である小さな館に蟄居したマリアであったが、宮廷への出入りは以前と変わらなかった。アレクシオスは長女アンナ・コムネナ（歴史家）が生まれると、マリアの長男コンスタンティノス・ドゥーカスと婚約させた。そして、未来の嫁として、アンナ・コムネナはマリアの元で育てられることとなった。「ずいぶんと可愛がってもらったが、二度目の夫ニケフォロスがアレクシオス1世コムネノスに皇位を奪われた話を何度も聞かされた。」と、のちにアンナ・コムネナは回想している。
やがてアレクシオスに長子ヨハネスが生まれ、コンスタンティノス・ドゥーカスが若くして亡くなると、事態は変わった。マリアは皇位転覆を謀ったと疑われ、修道院へ自ら入った。